# تاکاشی کوجیما
تاکاشی کوجیما (انگلیسی: Takashi Kojima؛ زادهٔ ۴ اوت ۱۹۷۳) بازیکن فوتبال اهل ژاپن است.
از باشگاه‌هایی که در آن بازی کرده‌است می‌توان به باشگاه فوتبال کاشیوا ریسول و باشگاه فوتبال ویسل کوبه اشاره کرد.